# Turd on the Run
Turn on the Run è un brano musicale del gruppo rock britannico The Rolling Stones, contenuto nel loro album del 1972 Exile on Main St.

## Il brano
Si tratta di una interpretazione particolarmente violenta e dura di un classico pezzo blues con Mick Jagger all'armonica.

## Formazione
- Mick Jagger - voce, armonica
- Keith Richards - chitarra, cori
- Mick Taylor - chitarra
- Charlie Watts - batteria
- Nicky Hopkins - piano
- Bill Plummer - basso
- Bobby Keys - maracas
- Chris Shepard - tamburello